# Boxford (Massachusetts)
Pour les articles homonymes, voir Boxford.
Boxford est une ville du Comté d'Essex au Massachusetts.
La ville a été fondée en 1645, et incorporée en 1685.

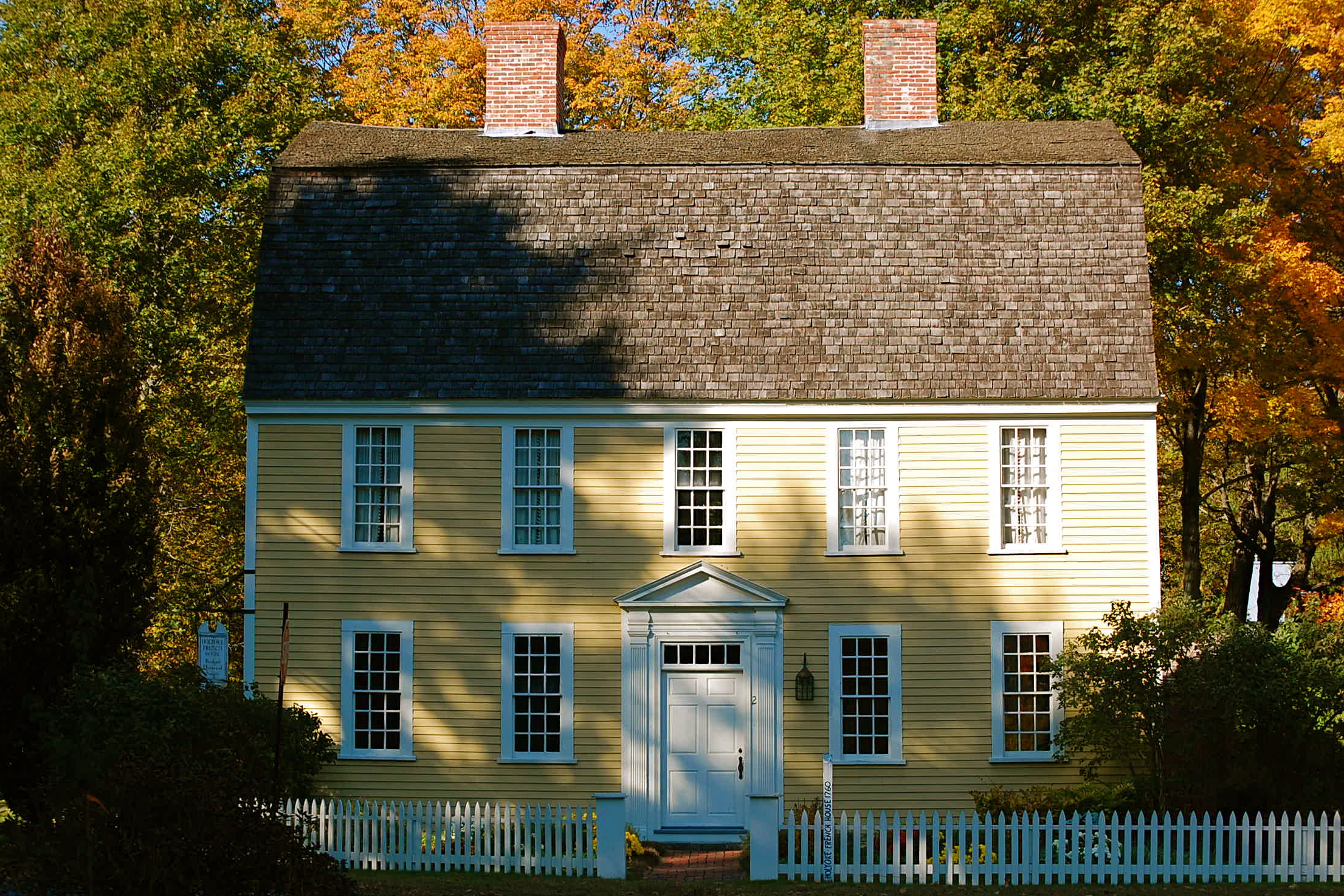
The Holyoke-French House (c. 1760) à Boxford

La population était de 7,965 habitants en 2010.